# Pseudodipteros
Als Pseudodipteros bezeichnet man einen Typus des griechischen Tempels. 

Pseudodipteros

Der Pseudodipteros besitzt wie der Dipteros eine zwei Säulenjoche tiefe Säulenhalle, Peristasis, und er tritt nach außen wie ein Dipteros auf; doch ist die innere Säulenstellung der Peristasis weggelassen. Es entstand somit eine sehr großzügige Umgangshalle, die es laut Vitruv (3, 3, 8–9) einer großen Menschenmenge erlaubte, sich zwanglos im Gebäude und in der Ringhalle aufzuhalten. 
Vitruv (3, 3, 8) schreibt die Erfindung des Pseudodipteros dem im 2. Jahrhundert v. Chr. wirkenden Architekten Hermogenes zu. Doch existieren in Messa auf Lesbos und in Chryse in der Troas (Tempel des Apollo Smintheus) zwei Pseudodipteroi, die spätestens zu Lebzeiten des Hermogenes entstanden sein könnten, wenn nicht sogar älter sind. Berühmtestes Beispiel für den Tempeltypus ist jedoch der Tempel für Artemis Leukophryne in Magnesia am Mäander, den Hermogenes entworfen und gebaut hat. Der Anfang des 2. Jahrhunderts v. Chr. entstandene ionische Bau hatte 8 × 15 Säulen, die mittleren Frontjoche waren erweitert. Hierin spiegelt sich ein Nachklang archaischer Dipteroi, die meist ebenfalls ein vergrößertes mittleres Joch aufwiesen. Auch im Pronaos dieses Tempels kehrt die äußere Säulenreduktion wieder. Nur die für die Eindachung absolut notwendigen Säulen wurden dort integriert, jede zweite Säule entfernt. Ein weiteres Beispiel des Tempeltypus ist das Hekateion in Lagina aus dem späten 2. Jahrhundert v. Chr., das als einziger Pseudodipteros keinen Opisthodom besaß und mit seinen 8 × 11 Säulen sehr gedrungen proportioniert ist.